# 装甲騎兵ボトムズTRPG
『装甲騎兵ボトムズTRPG』（そうこうきへいボトムズ）はトイ・インターナショナルによってデザインされたロボットアニメRPG。
2001年にエンターブレインからB5判書籍で発売された。

## 概要
装甲騎兵ボトムズを原作とする、ロボットアニメRPG。
プレイヤーキャラクターは人型ロボット兵器アーマードトルーパー（AT）を操縦する傭兵となり、アストラギウス銀河で生き抜いていくことになる。
戦闘はヘクスマップ上で処理され、戦術級ウォー・シミュレーションゲームとしての要素も強い。

## システム

### 行為判定
行為判定では、サイコロとして20面ダイス1個（1D20）を使用する。
すべての行為判定は1D20による上方判定となる。
出目20はクリティカルと呼ばれ、攻撃判定であれば攻撃は必ず成功する。
出目1はファンブルと呼ばれ、攻撃判定であれば攻撃は必ず失敗する。

### 直撃
攻撃が命中したかどうかは、攻撃側の攻撃判定と防御側の防御判定の対決によって決定される。
この時、攻撃判定の達成値が防御判定の達成値を10上回るごとに、攻撃した武器の威力に＋1される（ダメージは＋1D6追加される）。
例えばスタンディングトータスというATは、比較的装甲が厚い代わりに、回避修正が－7と低く設定されている。
こうしたATは「直撃を受ける可能性が高いが、それを前提に装甲が厚く作られている」ということができる。

## キャラクター

### コンバット・スタイル
- 装甲騎兵 - あらゆる状況に対応するために、バランスの取れたATパイロットであることを表すスタイル。
- バトリングパイロット - バトリングと呼ばれる、闘技場での賭け試合に特化した技術を持つスタイル。格闘技術に優れる。
- ブルーパー - 狙撃手など、射撃技術に優れたスタイル。
- コマンダー - AT部隊の前線指揮官となるスタイル。チーム全体に支援効果を与えることができる。
- クエント傭兵 - クエント星出身のクエント人として、専用ATベルゼルガを操縦するスタイル。
- 機甲猟兵 - 何らかの理由でATを降り、生身でATと戦う者を表すスタイル。

## アーマードトルーパー
ATのデータは充実しており、60機（試作機も含む）が紹介されている。
ATカスタマイズのデータも充実しており、カスタムパーツ115種、武器99種が紹介されている。

## 書籍一覧
- 『装甲騎兵ボトムズTRPG』 岡田伸、楯野恒雪、桂令夫、エンターブレイン、2001年、304頁。ISBN 4-7577-0414-3